# Battaglia di Coronea (394 a.C.)
La battaglia di Coronea, che si svolse nel 394 a.C., fu una battaglia della guerra di Corinto, in cui gli Spartani ed i loro alleati comandati dal re Agesilao II sconfissero un esercito di Tebani e Argivi che tentava di bloccare la loro marcia verso il Peloponneso.

## Antefatto
La guerra di Corinto iniziò nel 395 a.C. quando Tebe, Argo, Corinto e Atene, con aiuti e finanziamenti persiani, si unirono in opposizione all'intervento spartano nella Locride e Focide. All'inizio della guerra Agesilao si trovava in Ionia e stava conducendo una campagna contro i Persiani. Quando iniziarono le ostilità fu richiamato insieme al suo esercito e iniziò una marcia via terra attraverso la Tracia e la Grecia centrale per tornare al Peloponneso. Entrato nella Beozia, però, trovò l'opposizione di un esercito composto principalmente da Tebani, Beoti alleati e Argivi.
Le milizie provenienti dall'Asia agl'ordini di Agesilao erano composte in gran parte da peltasti, truppe di fanteria delle città greche d'oltre mare, un contingente di Neodamodi, reparti traci e tessali e gli uomini di Eurippa a cui si aggregarono altre compagnie provenienti dalla Focide e da Orcomeno, nonché una mora di Spartiati proveniente dall'istmo. Nella pianura ai piedi del monte Elicona c'era un esercito formato da Beoti, Ateniesi, Argivi, Corinzi, Euboici e Locresi. In tutto gli alleati contavano probabilmente su 20 000 opliti; Agesilao invece aveva a disposizione 15 000 opliti. Le forze di cavalleria delle due schiere erano quasi uguali ma Agesilao disponeva decisamente di più peltasti.
Prima della battaglia alcuni uomini dell'esercito di Agesilao furono turbati dal ricordo di un presagio a cui avevano assistito alcuni giorni prima, quando il sole era apparso a forma di mezzaluna. Per rassicurare i suoi uomini, Agesilao per prima cosa fece ricordare la recente vittoria spartana a Nemea. Poi disse loro che il navarco spartano Pisandro era stato ucciso in una battaglia vittoriosa contro la flotta persiana; in realtà, come Agesilao sapeva, Pisandro era stato ucciso dopo aver subito una pesante sconfitta a Cnido. Queste rassicurazioni, tuttavia, riportarono alto il morale del suo esercito permettendogli di cominciare la battaglia.
L'esercito alleato riunitosi ai piedi del monte Elicona attendeva l'esercito del re spartano e mosse le sue file verso la pianura di Coronea; dopo la sconfitta patita a Nemea Argivi e Corinzi dubitavano della loro forza, mentre negli Ateniesi era ancora troppo vivo il ricordo della lunga e disastrosa guerra contro Sparta ed il fatto che i Persiani volessero cambiare le alleanze non li incoraggiava molto. Solo i Beoti sembravano sicuri della vittoria finale.

## Svolgimento
L'enfasi con la quale Senofonte narra la battaglia è dovuta alla sua presenza nelle file lacedemoni. Egli presenta l'armata al comando di Agesilao così disposta: all'estremo fianco destro del suo schieramento i veterani dei Diecimila, accanto gli Spartani, i Greci asiatici e le truppe di Eurippa al centro, poi venivano i Focesi, e i soldati di Orcomeno all'estrema sinistra. Gli alleati disposero: i Tebani a destra, quindi si trovarono ad affrontare gli Orcomeni; gli Ateniesi assieme alle truppe corinzie, eniane, euboiche e locresi al centro a fronteggiare gli asiatici, mentre gli Argivi all'estrema sinistra si trovavano di fronte gli Spartani.
Entrambi gli eserciti avanzarono in totale silenzio. A circa 200 metri i Tebani lanciarono il loro grido di guerra e cominciarono a correre. A circa 100 metri i veterani dei Diecimila (comandati dallo Spartiata Erippida) ed i Greci asiatici caricarono correndo le truppe di fronte a loro. I veterani e gli asiatici presto accerchiarono le truppe di fronte a loro. Gli Argivi si diedero al panico ancora prima che gli Spartani potessero iniziare a combattere e fuggirono sul monte Elicona.
I mercenari vicino ad Agesilao proclamarono che la battaglia era finita e gli porsero una ghirlanda per commemorare la sua vittoria. Proprio in quel momento arrivò la notizia che, dall'altro versante, i Tebani avevano sfondato la linea degli Orcomeni ed erano già arrivati alle salmerie, saccheggiando il bottino catturato in Asia. Agesilao immediatamente fece ruotare la sua falange e si diresse verso i Tebani. In quel momento i Beoti si accorsero della fuga dei loro alleati sul monte Elicona, provando quindi disperatamente di sfondare le linee di Agesilao per ricongiungersi al resto del loro esercito.

Agesilao decise di opporsi a loro posizionando la sua falange proprio nel loro tragitto, invece di colpirli una volta lasciati passare alle spalle o sul fianco, una decisione che potrebbe essere stata influenzata dall'ostilità dimostrata dai Tebani nei confronti della sua campagna di guerra in Asia..
(Senofonte, Elleniche, IV, 3, 19)
Ciò che seguì fu evidentemente uno dei peggiori bagni di sangue della storia delle battaglie oplitiche. 
(Senofonte, Elleniche, IV, 3)
(Plutarco, Agesilao, 18)

Una tattica più accorta avrebbe risparmiato un'inutile carneficina dei suoi uomini, tant'è che dopo essere stato ripetutamente ferito decise di lasciare ai tebani un corridoio nel quale passare e successivamente inseguirli e decimarli. Alla fine pochi Tebani arrivarono al monte Elicona, ma, come sappiamo dalle parole di Senofonte: 
(Senofonte, Elleniche, IV, 3, 19)
Solo 80 di loro riuscirono a scampare al massacro rifugiandosi nei pressi del tempio di Atena Itonia ottenendo salva la vita grazie al valore dimostrato. Il giorno seguente dopo i rituali per la consegna dei cadaveri se ne contarono 600 tra le file dell'alleanza e 350 nel contingente del re spartano. Agesilao ordinò al polemarco Gilis di schierare l'esercito in formazione di battaglia e una volta consacrata una decima parte del bottino ad Apollo, lo inviò in Locride per effettuare saccheggi, ma venne ucciso assieme a 18 spartiati.

## Conseguenze
L'uccisione del polemarco evidenziava come la guerra fosse cambiata; uno scontro vittorioso non garantiva più la disfatta degli avversari, perciò Agesilao si vide costretto a ricondurre il proprio esercito nel Peloponneso, dove Sparta proseguiva la politica di assedio, simile a quello imposto qualche anno prima ad Atene, nei confronti di Corinto. La situazione di stallo costrinse la città lacedemone a stringere alleanza con la Persia, infatti il suo ruolo in Asia minore era venuto meno da tempo, quindi dichiarando legittima l'autorità achemenide sulle città ionie poté avere a disposizione le risorse necessarie per risolvere il conflitto.